# Snabelhundar
Snabelhundar (Rhynchocyon) är ett släkte i familjen springnäbbmöss. Det finns fyra arter som förekommer i östra Afrika.
Det vetenskapliga släktnamnet är sammansatt av de grekiska orden rhunkhos (nos) och kuon (hund). Däremot påminner nosen mer om elefanternas snabel.

## Utseende
Som namnet antyder har snabelhundar en långdragen nos som liknar en snabel. Extremiteterna är långsmala och de bakre är längre än de främre. De skiljer sig från andra springnäbbmöss genom tändernas uppbyggnad. Det finns bara två rudimentära övre framtänder och hörntänderna är förstorade. Dessutom är hannarnas hörntänder betydligt större än honornas. Snabelhundar når en kroppslängd mellan 23 och 31 centimeter samt en svanslängd mellan 19 och 26 centimeter. Vikten ligger mellan 320 och 700 gram. På så sätt är de störst i familjen springnäbbmöss.

## Utbredning och biotop
I östra Afrika sträcker sig utbredningsområdet från östra Kongo-Kinshasa och Kenya till Malawi och norra Moçambique. Arternas habitat är huvudsakligen skogar eller buskland med mycket undervegetation.

## Levnadssätt
Snabelhundar lever uteslutande på marken. De klättrar inte i träd och bygger inte heller underjordiska bon. De gräver bara små fördjupningar i marken som de polstrar med löv. Dessa används som viloplatser. Arterna i släktet är aktiva på dagen och lever monogamt. Ett par har ett territorium av 1,4 till 2 hektar storlek. Revirets gränser markeras av bägge kön med vätska från doftkörtlarna. Inkräktare bekämpas alltid av djuret med samma kön.
Snabelhundar livnär sig av animalisk föda. De äter vanligen insekter som skalbaggar och myror samt maskar och spindeldjur. Ibland äter de mindre ryggradsdjur, fågelägg och krabbor.

### Fortplantning
Parningen är inte bunden till särskilda årstider. Efter dräktigheten som varar i cirka 42 dagar föds en unge som stannar ungefär två veckor i boet. Redan efter tre veckor när den är självständig sluter honan att ge di. Ungdjuret letar därefter ett eget revir. Livslängden uppskattas med fyra till fem år.

## Status och hot
Det största hotet utgörs av förstöringen av arternas levnadsområde. På grund av skogsröjning är utbredningsområdet delat i flera mindre regioner. En art, Rhynchocyon chrysopygus, räknas av IUCN som starkt hotad (endangered). För de andra arterna är hotet inte lika allvarlig eller det saknas data.

## Systematik
Snabelhundar är systergruppen till alla andra släkten i familjen springnäbbmöss och listas därför i en egen underfamilj, Rhynchocyoninae. Arterna är:
- Gulstjärtad snabelhund (Rhynchocyon chrysopygus), förekommer uteslutande i sydöstra Kenya nära kustlinjen. Arten har en guldfärgade torso och en rödsvart päls på övriga kroppsdelar.
- Ruttecknad snabelhund (Rhynchocyon cirnei), lever i östra Kongo-Kinshasa och från Uganda till Malawi och norra Moçambique. Grundfärgen är ljusbrun. På djurets rygg finns flera rader av mörkbruna eller vita prickar.
- Peters snabelhund (Rhynchocyon petersi), finns i Kenya och nordöstra Tanzania. Hos denna art är torson, skuldrorna samt buken rödaktig och övriga kroppsdelar svart.
- Rhynchocyon udzungwensis, beskrevs så sent som 2008 som den fjärde arten i släktet[3]. Arten är bara känd från Rungwebergen och  Udzungwabergens nationalpark i Tanzania. Med 700 gram vikt är den tydlig större än de andra arterna. Beståndet uppskattas med 20 000 individer i ett område av 300 km² storlek.

Dessutom blev en utdöd art beskriven som bara är känd från upphittade fossil, Rhynchocyon pliocaenicus. Den var uppskattningsvis 20 procent mindre än de nu levande arterna och artens premolarer hade en annan form.